# Алданска планинска земя
Алда̀нската планинска земя (на руски: Алданское нагорье) е планинска земя, в Източен Сибир, в южната част на Якутия.
Разположена е северно от Становия хребет, между долините на реките Ольокма (десен приток на Лена) на запад, Амга (ляв приток на Алдан) и Алдан (десен приток на Лена) на север и Мая (десен приток на Алдан) на изток. В тези си граници от запад на изток има дължина около 800 km и ширина от север на юг 300 – 350 km. Долините на тези реки го отделят съответно от Ольокминското плато на запад, Приленското плато на север и хребета Джугджур на изток.
В релефа преобладават плоските междуречия със средна височина 800 – 1000 m, над които се издигат отделни групи височини и къси планински хребети (Западни Янги, Сунагин, Кет Кап и др.) с височина 1400 – 2000 m. Максимална височина връх Нингам 2287 m (по други данни 2306 m) разположен в южната част, в басейна на река Гонам (ляв приток на Учур, която е десен приток на Алдан). Алданската планинска земя е изградена основно от архайски и протерозойски гнайси и кристалинни шисти. Дълбоко е разчленена от десните притоци на реките Амга и Алдан – Тимптон и Учур (с притоците си Тиркан, Алгама, Гонам и Гиним) и левите притоци на Мая. До 1100 – 1300 m доминират смесените гори от бор и лиственица, по-нагоре следват редки гори от планинска лиственица и храстовидни формации от кедров клек. По най-високите части преобладава планинската тундра. В района на Алданската планинска земя има големи залежи на желязна руда, въглища (сгт Чулман), слюда, злато.

## Карти
- Алданска планинска земя и Станов хребет[2]
- Топографска карта O-52-Г, М 1:500000[3]